# .bq
.bq es un dominio de nivel superior geográfico (ccTLD) creado para el Caribe Neerlandés tras la decisión del 15 de diciembre de 2010 de asignar BQ como el código ISO 3166-1 alfa-2 para el Caribe Neerlandés. Esta decisión se tomó luego de la disolución de las Antillas Neerlandesas y el nuevo estatus de las tres islas (Bonaire, San Eustaquio y Saba) que forman parte del Caribe Neerlandés como Municipios especiales de los Países Bajos en el Caribe el 10 de octubre de 2010. Hasta el 31 de julio de 2015, el Caribe Neerlandés utilizó el dominio de las Antillas Neerlandesas (.an) y desde el 1 de agosto del mismo año utiliza el dominio de los Países Bajos (.nl).